# Pneuma (filozofia)
Pneuma (gr. πνεῦμα; trl. pneuma - tchnienie) – pojęcie filozoficzne związane z dynamizmem, stworzone przez stoików, oznaczające pierwiastek (zwany też czynnikiem) czynny (gr. τó πoιoῡν; trl. to poioyn), od którego zależała jakość danego ciała, przeciwstawny pierwiastkowi biernemu (gr. τó πἁσχoν; trl. to paskhon). Pojęcie pneumy ma związek z poglądami greckiego filozofa Arystotelesa. W arystotelizmie byt składał się z materii i formy. W nauce Zenona z Kition czynnik bierny odgrywał tę samą rolę, co forma substancjalna u Arystotelesa, pneuma natomiast była pojmowana przez stoików materialnie (był to materializm dynamistyczny a nie, jak u atomistów, materializm mechanistyczny). Związane było to z ich podstawowym założeniem, odwrotnym do powszechnego w owych czasach dualizmu (gr. δυαλισμός; trl. dualismoz) – czyli monizmem (gr. μóνoσ; trl. mónos - jedyny): cały świat ma jednolitą materialną budowę, jest ożywiony i doskonały. Monizm stoicki jest monizmem mieszanym związanym z panteizmem (gr. πανθεϊσμός; trl. pantheos). W poglądach Zenona z Kition panteizm przekładał się na stwierdzenie, że pneuma jest wszędzie jedna i ta sama, przenika ona całą bierną materię (tworzącą i bezrozumne rzeczy martwe, rośliny, zwierzęta jak i rozumnego człowieka) jednocześnie ją kształtując (forma nie jest w swej istocie różna od materii, mają one podobną naturę).

Wszystko jest nawzajem powiązane, a węzeł to święty. A zgoła nic nie ma, co by nawzajem było sobie obce. Ułożone to bowiem zostało we wspólny ład i współtworzy porządek w porządku tego samego świata. Jeden bowiem jest świat, a składa się nań wszystko, i bóg jeden we wszystkim, i jedna istota, i jedno prawo, jeden rozum wspólny wszystkich stworzeń rozumnych i prawda jedna. I jeden wreszcie ideał doskonałości stworzeń o wspólnym pochodzeniu i wspólnym rozumie.